# 未梨一花
未梨 一花（みり いちか、1999年2月24日 - ）は、日本のタレント、女優、グラビアアイドル。千葉県出身。フリーランス（マグニファイエンタテインメントと業務提携）。

## 略歴
当時所属していた事務所の社長にスカウトされグラビアの世界へ。2019年デビュー。
2019年11月16日、『第2回サンスポGoGoクイーン』のピュア・グラマー賞を受賞した。
2020年6月1日発売の『週刊プレイボーイ』（集英社）の企画「雨宿りしたい次世代グラドル下乳番付」で「東の張出横綱」に選出。
2020年7月12日、アイドル専門ポータルサイト「東京Lily」が、ユーザーの投票を元に「あなたが選ぶ2020年上半期MVP」の結果発表を行い、「【2020年上半期 巨乳アイドル賞】第1位」、「【2020年上半期 撮影会大賞】第1位」、「【2020年下半期 注目アイドル賞】第2位」を受賞した。
2020年12月23日、『ミス夕刊フジ子2021』の特別賞及び、東映賞を受賞した。
2020年12月25日、アイドル専門ポータルサイト「東京Lily」が、ユーザーの投票を元に「あなたが選ぶ2020年MVP」の結果発表を行い、「【2020年 撮影会大賞】第2位」を受賞。
2021年12月17日、グラビアアイドルDVD販売会社が選ぶアワード『グラビア・オブ・ザ・イヤー2021』（主催：キネマ旬報社）にて、ベスト・グラマラス賞を受賞。
2022年6月1日、デビュー当初から所属していた「A&Aホールディングス」を退所し、一旦フリーランスとして活動することを自身のTwitterで報告した。
2022年12月20日、自身のTwitter（現・X）を更新し同年12月より「incubation（インキュベーション）」に所属すること、併せて事務所の方針によりグラビア活動からしばらく離れることを報告したが、2023年1月7日、東京・秋葉原のソフマップAKIBAアミューズメント館で行われたイメージDVD『絶対的純潔』（ギルド）の発売イベントにて、グラビア活動からの卒業を発表した。
2022年12月22日、『グラビア・オブ・ザ・イヤー2022』（主催：グラビア・オブ・ザ・イヤー実行委員会、協力：キネマ旬報社・ガジェット通信）にて、ゴールデン・グラマー賞を受賞。
2024年3月26日発売の『グラドル名鑑2024』にて、グラビア活動卒業後約1年ぶりの撮り下ろしグラビアが掲載された。
2024年7月6日、東京・秋葉原で行われたトレーディングカード発売イベントにて1年半ぶりにグラビア復帰した。
2024年12月20日、所属事務所インキュベーションを退所し、今後はフリーランスとして活動していくことを自身のSNSで報告した。

## 人物
- 趣味：日本舞踊、漫画鑑賞（ジョジョの奇妙な冒険）・アニメ鑑賞、ラジオ鑑賞、韓国語の勉強[1]。
- 特技：匍匐前進[1]。
- 性格は、一旦やると決めたら全力でとことんやり通すタイプ[4]。
- グラビアアイドルとしてのキャッチフレーズは「爆乳高気圧」[18]。
- デビュー時のバストサイズは92 cmのHカップだった[2]が、2021年4月2日に自身のTwitterにてバストサイズが100 cmのIカップになったことを報告した[19]。また、2022年5月に行われたイメージDVD発売イベントにて「おっぱいが100cmになって仕事が増えました。」と述べている[20]。

## 作品

### イメージビデオ
- ミルキー・グラマー（2019年11月22日、竹書房）[21][22]
- 純真プリン（2020年3月20日、イーネット・フロンティア）[23][24]
- 未梨ちゃんは愛され上手（2020年6月18日、ギルド）[25][26]
- 未梨ちゃんは僕の彼女（2020年9月17日、ギルド）[27]
- 未梨ちゃん、あと1mmだけ!（2020年12月20日、ラインコミュニケーションズ）[28]
- もう撮らないで（2021年3月19日、竹書房）[29]
- みりまっくす（2021年6月17日、双葉社）[30][31]
- 恋人は一花お姉ちゃん（2021年9月17日、イーネット・フロンティア）[32][33]
- 無垢な彼女の育て方（2021年12月23日、ギルド）[34][35]
- みりベスト（2022年4月17日、双葉社）[36][37]
- みりグラマー（2022年8月26日、竹書房）[38][39][40]
- 絶対的純潔（2022年12月22日、ギルド）[41][42]

### 動画配信
- 必撮！まるごと☆未梨一花【完全版】 (2020年7月1日、アイロゴス）[43]
- 透明彼女 season12 #11 未梨一花 (2020年8月28日、リリコレ）[44]
- 圧倒的純真（2022年6月10日、ギルド）[45]
- 胸圧エモーション（2023年2月10日、ギルド）[46]
- 爆乳高気圧リブート（2024年7月31日、ギルド）[47]

### VR
- はじめてのVR、はじめてのわたし。（2020年5月1日、ファンタスティカ）[48][49]
- Stop! Look! Listen! Ichika Miri（2020年5月8日、ファンタスティカ）[50][51]
- 未梨一花の無防備な身体に見惚れていたのがバレた結果堪能できた柔らかなカラダ（2021年1月1日、ファンタスティカ）[52]
- 未梨一花の温もりを肌で感じられる贅沢な関係、そんな世界。（2021年1月8日、ファンタスティカ）[53]

## 出版

### 写真集
- 花が咲いたら（2022年3月17日、双葉社、撮影：田畑竜三郎）ISBN 978-4575317077[54][55]

### オムニバス写真集
- スク水 sukumizu Reiwa（2021年8月12日、一迅社、撮影：青山裕企）ISBN 978-4758017367[56]
- 着衣巨乳写真集3 Time travel（2021年9月24日、一迅社、撮影：須崎祐次）他モデル：伊織いお、大間乃トーコ、桜井木穂、東雲うみ、水咲優美 - ISBN 978-4758017398[57]

### デジタル写真集
- Hcupと濡れパンスト（2020年6月1日、アイロゴス［美少女☆爛漫女学園］）[58]
- 彼女のお家に誘われて（2020年6月25日、アイロゴス［美少女☆爛漫女学園］）[59]
- 新人OL甘い誘いに乗せられて（2020年7月17日、アイロゴス［必撮！まるごと☆］）[60]
- 秘めた想い（2020年8月31日、アイロゴス［美少女☆爛漫女学園］）[61]
- 同級生（2020年10月13日、ギルド）[62]
- Bunny Trap（2020年10月27日、アイロゴス［必撮！まるごと☆］）[63]
- 夕刊フジ子-Prelude 001（2020年11月30日、夕刊フジ子-Prelude）[64]
- チャイムが鳴ったら（2020年12月9日、ギルド）[65]
- ビキニ☆ガールズ! SUPER BIKINI QUEENS COLLECTION No.059（2020年12月26日、PMW INC.）[66]
- ビキニ☆ガールズ! SUPER BIKINI QUEENS COLLECTION No.065 vol.2（2021年1月6日、PMW INC.）[67]
- 隣の家のおねえさん（2021年1月13日、ギルド）[68]
- 独り占めしてほしい（2021年3月17日、ギルド）[69]
- 大人への入り口（2021年3月17日、ギルド）[70]
- だきしめたい（2021年3月17日、ギルド）[71]
- ぷるるん（2021年4月16日、竹書房［Bamboo e-Book］）[72]
- もう脱がさないで（2021年4月16日、竹書房［Bamboo e-Book］）[73]
- 下乳の女神（2021年4月16日、竹書房［Bamboo e-Book］）[74]
- バスト100cmグラドル 爆乳連峰（2021年6月11日、小学館［週刊ポストデジタル写真集］、撮影：LUCKMAN、カノウリョウマ）共演：海野まりあ、叶夢、桜井木穂、ちとせよしの、雛田真依羽、藤乃あおい、柳瀬さき[75]
- BEST 大容量322枚+未公開カット収録（2021年7月1日、アイロゴス［必撮！まるごと☆］）
- 柔く白きK2（2021年7月9日、小学館［週刊ポストデジタル写真集］、撮影：LUCKMAN、カノウリョウマ）共演：桜井木穂[76]
- 残夢（2021年8月6日、少年画報社［YK PHOTO ALBUM］、撮影：イワタ）[77]
- 食べごろ果実はいかがですか？（2021年10月8日、双葉社［週刊大衆デジタル写真集］、撮影：高橋慶佑）[78]
- 忘れられない女（2021年10月8日、双葉社［週刊大衆デジタル写真集］、撮影：高橋慶佑）[79]
- とろける花の蜜 Oilyショット（2021年12月28日、徳間書店［アサ芸Secret!デジタル写真集］、撮影：猿山秀人）
- 夢の国へようこそ（2022年3月7日、集英社［週プレ PHOTO BOOK］、撮影：LUCKMAN）共演：藤乃あおい、原つむぎ[80]
- ああ、もう・・・（2022年3月8日、イーネットフロンティア）
- 想いあふれて（2022年3月9日、イーネットフロンティア）
- 卒業。（2022年3月9日、イーネットフロンティア）
- ちょっといいかな？（2022年5月16日、イーネットフロンティア）
- 着衣巨乳写真集3 Time travel -未梨一花編-（2022年6月1日、一迅社、撮影：須崎祐次）
- デッサン（2022年6月2日、イーネットフロンティア）
- 保健室で教わったこと（2022年6月9日、イーネットフロンティア）
- いちか先輩といっしょ！（2022年6月15日、ギルド）
- Iカップ同乳生（前編・後編）（2022年6月28日、光文社［FLASHデジタル写真集］、撮影：門嶋淳矢）共演：藤乃あおい
- 今日も会いたい（2022年10月16日、ギルド）
- 一花のおしおき（2022年11月18日、ギルド）
- 週刊GIRLS-PEDIA 004（2023年2月1日、KADOKAWA）[81]

### 雑誌
- キスカ 2019年12月号 (2019年11月8日、竹書房)[82]
- 週刊プレイボーイ 2020年2月3日号 No.5（2020年1月20日、集英社）[83]　※2020年ブレイク必至のグラドル名鑑
- エキサイティングマックス！ 6月号 （2020年04月25日、楽楽出版）[84] ※カメラマンになろう（DVD連動企画）
- 週刊プレイボーイ 2020年6月15日号 No.24（2020年6月1日、集英社）[85] ※雨宿りしたい！次世代グラドル「下乳番付」
- エキサイティングマックス！Special vol.148（2020年07月13日、楽楽出版）[86] ※水着で料理対決！！（DVD連動企画）
- アサ芸 Secret! Vol.65（2020年08月5日、徳間書店）[87] ※P17、激闘！グラドル巨乳甲子園2020
- 週刊プレイボーイ 2020年9月7日号 No.36（2020年8月24日、集英社）[88]　※P178、膝枕してほしい！次世代グラドル「太もも番付」
- 週刊アサヒ芸能 2021年3月11日号（2021年03月02日、徳間書店）※桃の節句に桃尻娘が爛漫
- キスカ 2021年4月号（2021年03月08日、竹書房）[89]　※カラーグラビア
- エキサイティングマックス！Special vol.158（エキサイティングマックス！ 2021年06号増刊）（2021年05月11日、楽楽出版）[90]
- フォトテクニックデジタル 2021年6月号（2021年5月20日、玄光社）[91] ※屋根裏写真館で撮るグラビアフォト前夜
- 週刊ポスト 2021年6月18・25日号（2021年6月7日、小学館）[92][93]　※バスト100cmグラドルB8　おっきなバストにキュンです
- ヤングキング 2021年15号（2021年7月12日、少年画報社）[94]※巻中グラビア７ページ
- ヤングマガジン 2021年50号（2021年11月8日、講談社）[95] ※2.5次元コラボグラビア
- 週刊アサヒ芸能 2022年2月17日号（2022年02月08日、徳間書店）※表紙

### ムック
- グラドル名鑑2021（2021年3月29日、ダイアプレス）[96][97]
- グラドル名鑑2022（2022年4月28日、らんくう）[98]
- グラドル名鑑2023（2023年3月29日、らんくう）[99]
- グラドル名鑑2024（2024年3月26日、らんくう）[100]

### カレンダー
- 未梨一花 2022年カレンダー（2022年2月17日、ギルド）[101]
- 未梨一花 2023年カレンダー（2022年10月22日、わくわく製作所）[102]

### トレーディングカード
- 未梨一花 ファースト・トレーディングカード（2022年2月26日、ヒッツ）[103][104]
- 未梨一花 Vol.2 トレーディングカード（2024年7月6日、ヒッツ）[105][106]
- 未梨一花 Vol.3 トレーディングカード（2025年6月28日、ヒッツ）[107][108]

## 出演

### テレビ番組
- 東京オーディション（仮）（2019年10月7日、TOKYO MX）[109]
- 透明彼女 season12 #11 未梨一花 （2020年6月、V☆パラダイス）[110]
- 極楽山本・ロンブー亮のARIGATEENA TV #3 （2020年10月25日、テレビ埼玉）[111]
- ロンブー亮の釣りならまかせろ! Vol.009 （2020年10月8日 他、テレビ埼玉）[112]
- グラドル向上委員会（仮）#5（2021年6月21日、BSスカパー!）- MC：橋本梨菜、共演：高梨瑞樹、渕上ひかる[113]
- 令和ギャルが記者とニッポンの未来を考えてみた！＜フジバラナイト SAT＞（2023年3月5日、フジテレビ）

### ラジオ番組
- Multiply Radio （2020年4月、FM AICHI）[114][115]
- フレッシュチャンネル（2020年7月22日、渋谷クロスFM）- ゲスト[116]
- DNA先端医療presents 山田邦子のルーズベルトな夜　（2020年10月16日、渋谷クロスFM）- ゲスト[117]
- 激刊!ふじ（2020年12月15日、渋谷クロスFM）- ゲスト[118]
- デジバズ!（2023年2月9日、渋谷クロスFM）- ゲスト[119]

### ウェブ配信
- FISH ON！TV　～目指せ！本気の釣りガール～（2020年10月7日 - 、マシェバラ）- レギュラー[120]
- リリーの控え室 #2（2021年6月11日、東京Lily、YouTube）共演：日野アリス、藤乃あおい[121]
- 図工の時間（2021年7月14日、東京Lily、YouTube）共演：日野アリス、藤乃あおい、佐々野愛美[122]
- ようこそ東映殺影所へ（2021年8月13日、Xstream46）- 未梨 役[123]
- 純烈のラブ湯～全国名湯巡り（2021年7月25日 - 9月5日、東映特撮ファンクラブ）- 未梨駒子 役、共演：純烈 他[124][125][126]
- おしゃべり酒場リリィ（2022年6月30日 - 、東京Lily、YouTube）共演：夏来唯、藤乃あおい[127]
- エモいショートムービー（RANKU TV〈YouTubeチャンネル〉）
  - 初恋インターン（2024年3月8日） - 崎浜君子 役[128]
  - 誰も知らない恋心（2024年4月19日）- 崎浜君子 役[129]

### 音声配信
- よゐこ有野のノーギャラジオ（2022年4月18日、Radiotalk）[130]

### 舞台
- 朗読劇「いつもの帰り道」（2020年3月）[131]
- 舞台「Ebbing House ～ボクたちだけではない、彼方へ」（2020年5月）[132]
- 爆笑!!シャーベット劇場～止まらない笑いのオンステージ～（2020年12月）[133]
- 朗読エンターテイメント『Grife3』（2021年3月）[134]
- 舞台「In the womb」（2021年10月）[135]
- オンライン朗読劇「夏の葬列」（2022年6月27日）[136]

### 映画
- TURNING POINT（2022年4月9日 - 10日、エンタメイティブ株式会社）- 上原律子 役[137]